# Фараоанеле
Фараоанеле (рум. Faraoanele) — село у повіті Вранча в Румунії. Входить до складу комуни Виртешкою.
Село розташоване на відстані 159 км на північний схід від Бухареста, 11 км на захід від Фокшан, 83 км на північний захід від Галаца, 111 км на схід від Брашова.

## Населення
За даними перепису населення 2002 року у селі проживали 1028 осіб, з них 1027 осіб (99,9%) румунів. Усі жителі села рідною мовою назвали румунську.